# Том Аспінолл
Томас Пол Аспінолл (англ. Thomas Paul Aspinall; нар. 11 квітня 1993) — англійський професійний боєць змішаних мистецтв, знаний виступами у суперважкій вазі в Ultimate Fighting Championship, тимчасовий чемпіон UFC у важкій вазі. Посідає 13 сходинку в чоловічому рейтингу найкращих бійців UFC незалежно від вагової категорії.

## Біографія
Пішов по стопах свого батька, почавши займатися бойовими мистецтвами у сім років у Лі, Великий Манчестер, де опановував джіу-джитсу. Займався реслінгом і боксом, а потім перейшов на бразильське джіу-джитсу. Став переможцем Відкритого чемпіонату Великої Британії з бразильського джіу-джитсу у всіх класах поясів, крім чорного поясу. Коли батько став інструктором з джіу-джитсу в команді Kaobon, зацікавився змішаними бойовими мистецтвами та перейшов у цей вид спорту. За рік після закінчення школи у 16 років Аспінолл різко підріс з 1,73 м до 1,96 м, це супроводжувалось інтенсивними болями.

## Кар'єра у змішаних бойових мистецтвах

### Початок кар'єри
У 18 років провів перший аматорський бій. Як любитель мав 9 перемог і жодної поразки. Усі його перемоги, крім однієї, були здобуті нокаутом або підкоренням.
Підписав контракт на п'ять боїв з Cage Warriors після 2,5-річної перерви в професійних виступах. Аспіноллу також запропонували контракт UFC, але він не почувався готовим до такого кроку та згодом відмовився. Після двох швидких боїв у Cage Warriors зрештою підписав контракт з UFC.

### Ultimate Fighting Championship
Планувалося, що Аспінолл дебютує проти Рафаеля Пессоа на UFC Fight Night: Woodley vs. Edwards 21 березня 2020 року. Однак Пессоа знявся з бою через травму, і його замінив Джейк Колльє, але подію скасували через пандемію COVID-19. 25 липня 2020 року вони були суперниками на UFC на ESPN 14. Аспінолл виграв бій технічним нокаутом у першому раунді. Перемога принесла відзнаку «Виступ вечора».
Очікувалося, що друга поява Аспінолла в UFC відбудеться проти Сергія Співака на UFC Fight Night: Moraes vs. Sandhagen 11 жовтня 2020 року. Однак суперник знявся з поєдинку з невідомих причин, і його замінив новачок Алан Бодо. Аспінолл виграв бій технічним нокаутом у першому раунді.
Наступного разу Аспінолл зустрівся з Андрієм Арловським на UFC Fight Night: Blaydes vs. Lewis 20 лютого 2021 року. Він виграв бій шляхом підкори у другому раунді. Ця перемога принесла йому відзнаку «Виступ вечора».
Очікувалося, що 4 вересня 2021 року Аспінолл зустрінеться з Сергієм Павловичем на UFC Fight Night 191. Однак наприкінці серпня у Павловича виникнули проблеми з візою, які обмежили його можливість виїжджати закордон, і його замінив Сергій Співак. Аспінолл виграв бій технічним нокаутом у першому раунді. Ця перемога принесла Аспіноллу третю відзнаку «Виступ вечора».
Аспінолл мав зустрітися з Шамілем Абдурахімовим 19 березня 2022 року на UFC Fight Night 204. Однак 21 січня 2022 року було оголошено, що Аспінолл проведе матч з Олександром Волковим. Аспінолл виграв бій у першому раунді. Перемога принесла відзнаку «Виступ вечора».
Аспінолл зустрівся з Кертісом Блейдсом 23 липня 2022 року на UFC Fight Night 208. Він програв бій технічним нокаутом за 15 секунд першого раунду, не змігши продовжувати бій через травму коліна.
Після річної перерви через травму повернувся, щоб зустрітися з Марчином Тибурою 22 липня 2023 року на UFC Fight Night 224. Він виграв бій технічним нокаутом трохи більше ніж за хвилину першого раунду. З цією перемогою отримав свою п'яту відзнаку «Виступ вечора».
11 листопада 2023 року на UFC 295 зустрівся з Сергієм Павловичем у боротьбі за титул тимчасового чемпіона UFC у важкій вазі через травму Джона Джонса та скасування його бою проти Стіпе Міочича. Аспінолл переміг нокаутом у першому раунді трохи більше ніж за хвилину, і ця перемога принесла йому відзнаку «Виступ вечора».
Планується, що Аспінолл захистить тимчасовий титул у бою проти Кертіса Блейдса в матчі-реванші 27 липня 2024 року на UFC 304.

## Особисте життя
Народився в сім'ї Трейсі й Енді і виріс в Атертоні, Великий Манчестер. Одружений з полькою Юстинагро, має двох синів і одну дочку. Одному з його синів діагностовано аутизм. Аспінолл трохи розмовляє польською і каже, що відчуває близькість до Польщі завдяки дружині та дітей, які наполовину поляки.

## Чемпіонати та досягнення

### Змішані бойові мистецтва
- Абсолютний бійцівський чемпіонат
  - Тимчасовий чемпіон UFC у важкій вазі (одноразовий)[39]
  - Виступ вечора (шість разів) проти Джейка Колльє, Андрія Арловського, Сергія Співака, Олександра Волкова, Марчина Тибури та Сергія Павловича[17][23][27][31][36][38]
  - Найкоротший середній час бою в історії UFC (2:10)[45]
  - Третє місце за кількістю нокдаунів за 15 хвилин в історії UFC (3,46)[45]
  - Третя за кількістю значних ударів за хвилину в історії UFC (7,72)[45]
  - Найбільша разюча різниця в історії UFC (4,95)[45]
  - Найменший час на нижній позиції в історії UFC (0:01)[45]
  - Найнижчий відсоток нижніх позицій в історії UFC (0,1 %)[45]
- Sherdog
  - Прорив року (2023)[46]

- Violent Money TV
  - Чоловічий нокаут року (2023)[47]

## Змішані бойові мистецтва
| Професійна кар'єра бійця |            |           |
| Боїв 18                  | Перемог 15 | Поразок 3 |
| Нокаут                   | 12         | 1         |
| Здача                    | 3          | 1         |
| Дискваліфікація          | 0          | 1         |

| Результат | Рекорд | Суперник          | Спосіб           | Турнір                                | Дата       | Раунд | Час  | Місце                 | Примітки                                               |
| --------- | ------ | ----------------- | ---------------- | ------------------------------------- | ---------- | ----- | ---- | --------------------- | ------------------------------------------------------ |
| перемога  | 14–3   | Сергій Павлович   | нокаут           | UFC 295                               | 11.11.2023 | 1     | 1:09 | Нью-Йорк, США         | переміг у Чемпіонаті UFC у важкій вазі. Виступ вечора. |
| перемога  | 13–3   | Марчін Тибура     | технічний нокаут | UFC Fight Night: Aspinall vs. Tybura  | 22.07.2023 | 1     | 1:13 | Лондон, Англія        | Виступ вечора.                                         |
| поразка   | 12–3   | Кертіс Блейдс     | технічний нокаут | UFC Fight Night: Blaydes vs. Aspinall | 23.07.2022 | 1     | 0:15 | Лондон, Англія        |                                                        |
| перемога  | 12–2   | Олександр Волков  | підкорення       | UFC Fight Night: Volkov vs. Aspinall  | 19.03.2022 | 1     | 3:45 | Лондон, Англія        | Виступ вечора.                                         |
| перемога  | 11–2   | Сергій Співак     | технічний нокаут | UFC Fight Night: Brunson vs. Till     | 04.09.2021 | 1     | 2:30 | Лас-Вегас, США        | Виступ вечора.                                         |
| перемога  | 10–2   | Андрій Арловський | підкорення       | UFC Fight Night: Blaydes vs. Lewis    | 20.02.2021 | 2     | 1:09 | Лас-Вегас, США        | Виступ вечора.                                         |
| перемога  | 9–2    | Алан Бодо         | технічний нокаут | UFC Fight Night: Moraes vs. Sandhagen | 10.10.2020 | 1     | 1:35 | Абу-Дабі, ОАЕ         |                                                        |
| перемога  | 8–2    | Джейк Колльє      | технічний нокаут | UFC on ESPN: Whittaker vs. Till       | 26.07.2020 | 1     | 0:45 | Абу-Дабі, ОАЕ         | Виступ вечора.                                         |
| перемога  | 7–2    | Майкл Бен Гамуда  | технічний нокаут | Cage Warriors 107                     | 28.09.2019 | 1     | 0:56 | Ліверпуль, Англія     |                                                        |
| перемога  | 6–2    | Софьян Букічу     | технічний нокаут | Cage Warriors 101                     | 16.02.2019 | 1     | 1:21 | Ліверпуль, Англія     |                                                        |
| перемога  | 5–2    | Каміл Базелак     | нокаут           | Full Contact Contender 16             | 18.06.2016 | 1     | 1:16 | Болтон, Англія        |                                                        |
| поразка   | 4–2    | Лукаш Паробєц     | дискваліфікація  | BAMMA 25                              | 14.05.2016 | 2     | 3:33 | Бірмінгем, Англія     |                                                        |
| перемога  | 4–1    | Адріан Рускач     | технічний нокаут | Full Contact Contender 15             | 05.03.2016 | 1     | 1:05 | Болтон, Англія        |                                                        |
| поразка   | 3–1    | Стюарт Остін      | підкорення       | BAMMA 21                              | 13.06.2015 | 2     | 3:59 | Бірмінгем, Англія     |                                                        |
| перемога  | 3–0    | Сатіш Джамай      | технічний нокаут | BAMMA 19                              | 28.03.2015 | 1     | 0:09 | Блекпул, Англія       |                                                        |
| перемога  | 2–0    | Рікі Кінг         | підкорення       | BAMMA 18                              | 21.02.2015 | 1     | 0:49 | Вулвергемптон, Англія |                                                        |
| перемога  | 1–0    | Міхал Піщек       | технічний нокаут | MMA Versus UK: Empire Rises           | 13.12.2014 | 1     | 0:15 | Манчестер, Англія     | дебют у важкій вазі.                                   |

## Професійний бокс
| No. | Результат | Рахунок | Суперник    | Вид    | Раунд, час  | Дата           | Місце                                | Примітки |
| --- | --------- | ------- | ----------- | ------ | ----------- | -------------- | ------------------------------------ | -------- |
| 1   | перемога  | 1–0     | Томас Бажат | нокаут | 1 (4), 1:24 | 24 червня 2017 | Wythenshawe Forum, Манчестер, Англія |          |